# Lionel Dawson-Damer (4e comte de Portarlington)
 (juin 2021).
Si vous disposez d'ouvrages ou d'articles de référence ou si vous connaissez des sites web de qualité traitant du thème abordé ici, merci de compléter l'article en donnant les références utiles à sa vérifiabilité et en les liant à la section « Notes et références ».
Lionel Seymour William Dawson-Damer, 4e comte de Portarlington (7 avril 1832 - 17 décembre 1892), connu sous le nom de Lionel Dawson-Damer jusqu'en 1889, est un pair britannique et un homme politique conservateur.

## Jeunesse
Portarlington est le fils unique de George Dawson-Damer, fils cadet de John Dawson, 1er comte de Portarlington. Sa mère est Mary Georgiana Emma, fille d'Hugh Seymour. Selon une lettre privée entre Louisa et Eddy Eliot, datée du 27 septembre 1841, l'ami de leur frère « Seymour Damer est allé à l'école à Liverpool ».

## Carrière politique
Portarlington est élu au Parlement pour la circonscription de Portarlington en 1857, un siège qu'il occupe jusqu'en 1865 et de nouveau entre 1868 et 1880. En 1889, il succède à son cousin comme quatrième comte de Portarlington. Cependant, comme il s'agit d'une pairie irlandaise, il n'est pas autorisé à siéger à la Chambre des lords.
Il est promu de cornet à lieutenant dans le Dorsetshire Yeomanry le 20 avril 1858.

## Famille
Lord Portarlington épouse l'honorable Harriett Lydia, fille de Henry Robinson-Montagu (6e baron Rokeby), le 19 avril 1855. Ils ont plusieurs enfants. Il meurt le 17 décembre 1892, âgé de 60 ans, et est remplacé dans le comté par son fils aîné, Lionel. Lady Portarlington est décédée en novembre 1894.